# 트로와 바톤
트로와 바톤(Trowa Barton, トロワ・バートン)은 신기동전기 건담 W의 등장인물이다.

## 프로필
오퍼레이션 메테오에 의해 L3 콜로니에서 지구로 파견되었다. 히이로 유이와 마찬가지로 그의 이름은 본명은 아닌 가명. 철저한 포커페이스를 가진 소년. '건담을 본 자는 살려서 보낼 수 없다'라는 말을 할 정도로 냉철한 성격. 전투 방식은 매우 과격하며 잔탄을 아끼지 않는 편. 육체적 능력 또한 뛰어나 위장을 위해 서커스단에 들어가 피에로를 연기하고 있다.
탑승기체는 《XXXG-01H Gundam Heavyarms Gundam (XXXG-01H 헤비암즈 건담)》